# Castellanismo (lingüística)

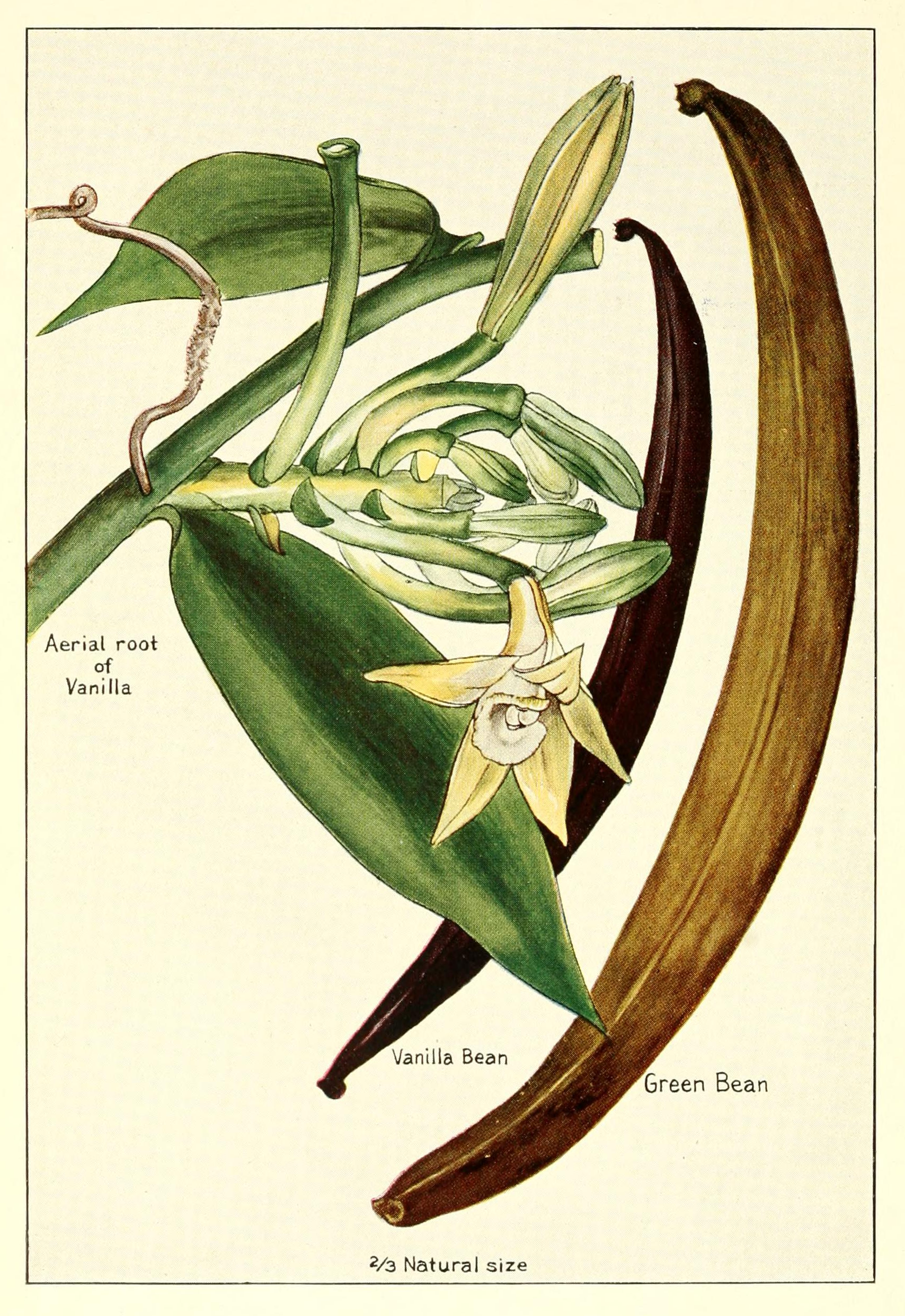
«Vainilla», uno de los castellanismos más extendidos a todas las lenguas. De vaina y el sufijo diminutivo -illa, ha derivado así al catalán (vainilla), inglés (vanilla), francés (vanille), alemán (Vanille), italiano (vaniglia), polaco (wanilia), portugués (baunilha), euskera (banilla), ruso (Ваниль), hebreo (וניל), japonés (バニラ), etc.

Un castellanismo, españolismo o hispanismo es una palabra empleada en otra lengua que le ha sido prestada por el idioma español o castellano. Este fenómeno sucede cuando algún área hispanohablante entra en contacto con otras culturas principalmente por tres motivos: comercio, inmigración o colonización.

## Características
Dependiendo del grado de influencia del español en estas lenguas, los castellanismos pueden limitarse a una cierta cantidad de palabras que designan conceptos del mundo hispanohablante («tomate», «alpaca», «caballero») a una amplia variedad de palabras esenciales llegando a formar incluso parte integral del vocabulario de una lengua. Estos casos se dan por una situación de diglosia (bilingüismo desigual), que tiende a una mezcla de las dos variedades lingüísticas.
Los castellanismos son difíciles de determinar, pues los hay que el contacto entre ambas lenguas fue directo, o bien puede que hubiese una intermediaria (como en el caso de «aguacate»→avocado (inglés) → afukadu (árabe). También se dan casos en los que se desconoce con precisión si la lengua que presta el término es el español o alguna similar. Los portuguesismos y los castellanismos se suelen confundir. 
El romantse castellano (español antiguo) sirvió de puente entre el árabe y las lenguas europeas, así como con las lenguas americanas posteriormente («alcalde», «alcohol», «álgebra»). El español cuenta con aproximadamente un 8% de arabismos. También ha servido de puente para las denominaciones de productos de origen americanos («chocolate», «tequila», «cóndor»). Sólo un número reducido son de origen latín, como el castellano mismo («tornado», «mulato», «macho»).
| Español   | inglés    | francés   | portugués | catalán   | italiano   | alemán     | neerlandés | hindi             | árabe                  |
| --------- | --------- | --------- | --------- | --------- | ---------- | ---------- | ---------- | ----------------- | ---------------------- |
| aguacate  | avocado   | avocat    | abacate   | alvocat   | avocado    | avocado    | avocado    | एवोकाडो (evokaado)   | أفوكادو (afukadu)      |
| azulejo   | azulejo   | azulejo   | azulejo   |           | azulejo    |            |            |                   | (lengua original)      |
| chocolate | chocolate | chocolat  | chocolate | xocolata  | cioccolato | schokolade | chocola    | चॉकलेट (chokalet)   | شوكولاتة (shukulatata) |
| guerrilla | guerrilla | guérrilla | guerrilha | guerrilla | guerriglia | guerrilla  | guerrilla  | गुरिल्ला (gurilla)    |                        |
| marihuana | marijuana | marijuana |           | marihuana | marijuana  | marihuana  | marihuana  | मारिजुआना (mārijuāna) |                        |
| mulato    | mulato    | mulâtre   | mulato    | mulat     | mulatto    | mulatte    | mulat      |                   | مولاتو (mūlātū)        |
| tabaco    | tobacco   | tabac     | tabaco    | tabac     | tabacco    | tabak      | tabak      | तंबाकू (tambaakoo)   | تبغ (tibg)             |
| tomate    | tomato    | tomate    | tomate    | tomàquet  |            | tomate     | tomaten    | टमाटर (tamaatar)   |                        |
| toreador  | toreador  | toréador  | toreador  | torejador |            |            | toreador   |                   |                        |
| tornado   | tornado   | tornade   | tornado   | tornado   | tornado    | tornado    |            |                   |                        |
| vainilla  | vanille   | vanille   | baunilha  | vainilla  | vaniglia   | vanille    | vanille    | वनीला (vaneela)     | فانيلا (fanila)        |

## En lenguas nacionales
En las naciones multilingües del mundo hispanohablante, la transmisión de castellanismos se ha dado principalmente por dos motivos, por inmigración (en España) o por colonización (en América, etc.). El español ha ejercido una enorme presión en las lenguas regionales o minoritarias en los países donde se hablan ambas en una relación de diglosia. Es el caso del catalán, euskera o gallego en España; el náhuatl, el maya yucateco o el tseltal en México; el quechua, el guaraní, el aimara en Sudamérica; el quiché, el cachiquel en Guatemala; las lenguas criollas como el chabacano, el palenquero o el judeoespañol; y un largo etcétera.

### Asturleonés
El castellano ha tenido un peso relevante en el desarrollo del asturiano y del leonés. Los castellanismos se suelen «asturianizar» siguiendo los procesos fonológicos propios de la lengua. Por ejemplo, la pérdida de /f/, típica del español, se recupera en los castellanismos del asturiano: fueyalata (hojalata) o furacán (huracán).
No obstante, en ciertos casos es difícil discernir cuáles palabras han entrado al vocabulario asturleonés vía el español, y cuáles son autóctonas, ya que son dos lenguas muy similares y con un mismo origen latino; por ejemplo, arroxar (arrojar) podría ser un castellanismo o una palabra autóctona que provenga del latín arrogium. En cambio, se sabe que almexes (almejas) y lentexes (lentejas) provienen del castellano porque todavía hoy se encuentran dialectos asturianos que preservan las formas originales, amasueles y dentichas respectivamente. Otros castellanismos en asturleonés son:
- ataúde (ataúd), originalmente caxa'l muertu
- ayuntamientu (ayuntamiento), originalmente conceyu
- ciudá (ciudad)
- cola (cola), or. fila, filera
- derrochar (derrochar), or. esbardiar
- llisiáu (lisiado), or. toyíu
- mantequilla (mantequilla), or. mantega
- muchedume (muchedumbre), or. xentíu
- rodiya (rodilla), or. rodiella
- soleáu (soleado), or. oleyeru, solariegu, asoleyáu
- tiza (tiza), or. xiz
- xamón (jamón), or. anca, pernil
- xofaina (jofaina), or. cofaina
- xurgar (hurgar)

### Catalán
El catalán contiene una gran cantidad de palabras provenientes del castellano (castellanismes en catalán), especialmente en el habla coloquial y en particular el del área de Barcelona, y otras grandes ciudades. Los castellanismos también se hacen notables en la Franja de Poniente. Aun así, algunas palabras dichas en la Franja pueden ser interpretadas de origen castellano cuando en realidad son términos propios de la variedad occidental del catalán: abellota (en oriental, gla), llavar (or. rentar), mesa (or. taula), paréixer (or. semblar), rama (or. branca), etc. Por otro lado, el dialecto balear es el que históricamente ha tenido menor influencia del castellano. También se ha observado una relación entre el uso de castellanismos y la edad: las generaciones más jóvenes tienden a usar más.
Aunque ya desde el siglo XIV se documentan préstamos españoles en textos catalanes, no es hasta los siglos XVI y XVII que la influencia se hace realmente patente, y volvería a reforzarse con las grandes migraciones desde otras regiones españolas en el siglo XX. Durante la Renaixença, movimiento literario del siglo XIX, ciertos autores como Pompeu Fabra abogan por el «purismo» del catalán, evitando los castellanismos y reemplazandolos por palabras arcaicas o medievales. Algunos castellanismos en catalán son:
- aconteixement (originalmente esdeveniment)
- apariència (or. aparença)
- bactèria (or. bacteri)
- bussó o buçó (or. bústia)
- caldo (or. brou)
- carajillo (or. cigaló)
- espuma (or. escuma)
- esguinç (or. esquinç)
- fallo (or. errada)
- feo (or. lleig)
- frambuessa (or. gerd)
- fulla [de paper] (or. full)
- grave (or. greu)
- guapo (or. joliu)
- limosna (or. almoina)
- maceta (or. test)
- mançanilla (or. camamil·la)
- manantial (or. deu, brollador)
- muro (or. mur)
- número (or. nombre)
- obispat (or. bisbat)
- permanèixer (or. romandre)
- petxuga (or. pit)
- ràfaga (or. àfega)
- rodaja (or. rodanxa)
- sobaco (or. aixella)
- sombra (or. ombra)
- susto (or. ensurt)
- tamany (or. grandària)
- toldo (or. tendal)
- vejiga (or. bufeta)
- xiringuito (or. barracó,guingueta)
- xiste (or. acudit)
- zurdo (or. esquerrà)

Véase Lista de castellanismos en catalán.

### Euskera
En el euskera, los castellanismos (gaztelanismoak) están presentes en los dialectos del lado sur de la frontera (Hegoalde), mientras que en los dialectos septentrionales (Iparralde), prevalecen los galicismos. Cabe diferenciar también, lo que son propiamente castellanismos de lo que son latinismos (agur, 'adiós', de augurium; o también merkatu 'mercado', de mercatus), y de otras lenguas romances como catalanismos (krispeta, del catalán crispeta, palomitas). 
El escritor y vasquista Sabino Arana inició la corriente purista (Sabindarren euskara garbia) que rechaza el uso de préstamos, y crea neologismos (llamados «aranismos») basados en el euskera antiguo. Un ejemplo de aranismo es orlegi (color verde), para sustituir al castellanismo berde. Algunos gaztelanismoak son:
- aire (aire)
- arbola (árbol), originalmente zuhaitz
- arroba (@), or. a bildu[16]
- dutxa (ducha)
- espazio (espacio)
- espiritu, izpiritu (espíritu)
- garbantzu (garbanzo), or. txitxirio
- gris (gris)
- izkina (esquina)
- kotxe (coche), or. tarranta
- kultura (cultura)
- marikoi (maricón)
- pintxo (pincho)
- plaia (playa), or. hondartza
- taberna (taberna), or edaritegi
- tranbia (tranvía)
- zerbeza (cerveza), or. garagardo

### Gallego
- harmonía (armonía)
- ioga (yoga)
- quilogramo (kilogramo)

### Guaraní paraguayo
Así como el castellano ha asimilado palabras del idioma guaraní (guaranismo), esta lengua también ha asimilado una considerable cantidad de léxico hispánico. Según la Secretaría de Políticas Lingüísticas (SPL) de Paraguay, aproximadamente un 12% del léxico guaraní paraguayo está compuesto por hispanismos, gran parte de ellos, adaptados:
- aramboha (almohada)
- aramirõ (almidón)
- asuka (azúcar)
- gáita (gaita)
- havõ (jabón)
- kavara (cabra)
- kavaju (caballo)
- kurusu (cruz)
- mesa (mesa)
- narã (naranja)
- ovecha (oveja)
- perõ (pelón)
- vaka (vaca)
- votõ (botón)

### Maya
Muchos términos mayas (maya yucateco) de origen castellano se encuentran ya en manuscritos mayas antiguos de la época colonial. Algunas son:
- bons dias (buenos días)
- bons tares (buenas tardes)
- doctor (doctor)
- habon (jabón)
- iglesia (iglesia)
- kax (gallina, de «gallina de Castilla»)
- mam (mama)
- tat (tata)
- uyé! (¡oye!)
- wakax (vaca)
- xkuluch (cucaracha)

### Náhuatl
El náhuatl (clásico) incluye los siguientes castellanismos:
- abrīl
- alcalde
- axnoh (asno)
- barrio
- cahuāllo, cahuāyo, cahuayoh (caballo)
- campanario
- capatli (capa)
- Caxtillan (idioma castellano)
- ciudad
- diezmo
- firma
- hīcox (higo)
- huaca (vaca)
- iglesia
- judiotlacatl ([hombre] judío)
- letra
- mantēlex
- nābox (nabo)
- padre
- patox (pato)
- pintura
- puñal
- rosa
- semana
- tomin (tomín, 'dinero')
- ventana
- vino

### Quechua
- inlisiya (iglesia) - qancha (templo)
- liwru (libro) - pankara (plegamiento)
- kunihu (conejo)
- waka (vaca)
- Diyus (dios) - apu (dios)
- "manan intindinkichu" - "no entiendo nada"

## En lenguas internacionales
La mayoría de castellanismos en lenguas internacionales designan conceptos de origen español o hispanoamericano o relacionados con el mundo hispano. En este caso, la transmisión de castellanismos se da con culturas que también son colonizadoras y con las que históricamente el Imperio español ha comerciado.

### Inglés
En inglés, los castellanismos son denominados hispanicisms, o comúnmente Spanish loanwords. Por razones históricas, la mayoría de préstamos del español al inglés se originan en el inglés estadounidense. El Oxford English Dictionary estima que unas 1350 palabras tienen, o podrían tener, un origen español.
Los castellanismos en inglés guardan relación con fauna:
- alligator (lagarto)
- anchovy (anchoa)
- armadillo (armadillo)
- bacalao (bacalao)
- bonito (bonito)
- caiman (caimán)
- cockroach (cucaracha)
- flamingo (flamenco)
- iguana (iguana)
- manatee (manatí)
- mosquito (mosquito)
- toucan (tucán)

calidades y oficios de persona:
- alcalde (alcalde)
- cacique (cacique)
- cannibal (caníbal)
- caste (casta)
- cavalier (caballero)
- grandee (grande)
- infante (infante)
- hidalgo (hidalgo)
- major-domo (mayordomo)
- mestizo (mestizo)
- moor (moro)
- mulatto (mulato)
- negro (negro)
- maroon (cimarrón)

lugares, edificios:
- cabana (cabaña)
- corral (corral)
- patio (patio)
- plaza (plaza)
- ranch (rancho)
- rodeo (rodeo)

| meteorología, topografía: - arroyo (arroyo) - breeze (brisa) - canyon (cañón) - hurricane (huracán) - savannah (sabana) - tornado (tornado) - El Niño | milicia: - armada (armada) - camisado (encamisada) - guerrilla (guerrilla) | miscelánea: - aficionado (aficionado) - cargo (cargo) - hammock (hamaca) - macho (macho) - piñata (piñata) - stampede (estampida) - col. vamoose 'irse' (vamos) |

bebida y comida:
- apricot (albaricoque)
- banana (banana)
- chayote
- cilantro
- cocoa (cacao)
- coconut (coco)
- guava (guayaba)
- jalapeño
- maize (maíz)
- palmetto (palmito)
- papaya (papaya)
- pimento (pimiento)
- piña colada
- platain (plátano)
- potato (patata)
- salsa
- yam (ñame)

### Italiano
Los hispanismos en italiano (ispanismi) se enmarcan en los iberismi, es decir, préstamos de las lenguas ibéricas, a saber: catalán, español o portugués. El italiano, tanto en su forma estándar como en los dialectos meridionales, cuenta con numerosos hispanismos y catalanismos que fueron introducidos durante la gobernanza aragonesa del sur de Italia (XIII-XIX); y particularmente, la mayoría de préstamos españoles en el italiano aparecen entre los siglos XV y XVI, que es el periodo de mayor poderío del Imperio español (conocido como Pax Hispanica). A partir del siglo XVIII, el francés toma el relevo como lengua más influyente de las lenguas italianas, hasta hoy en día que lo es el inglés. Algunos ispanismi son:
- amaca (hamaca)
- alpaca (alpaca)
- armadillo (armadillo)
- azulejo (azulejo)
- batata (batata)
- baraonda (barahúnda)
- buscare (buscar)[nota 2]
- caracollo (caracolear)
- casta (casta)
- cincillà (chinchilla)
- cocciniglia (cochinilla)
- compleanno (cumpleaños)
- disinvolto (desenvuelto)
- dispaccio (despacho)[nota 3]
- flotta (flota)
- goleada (goleada)
- golpe (golpe)
- guerrìglia (guerrilla)
- Guappo (guapo)
- lindo, -a (lindo)
- imbarazzo (embarazo)[nota 4]
- incagliare (encallar)
- machismo (machismo)[nota 5]
- mattanza (matanza)
- regalo (regalo)
- risacca (resaca)
- savana (sabana)
- siesta (siesta)
- sigaro (cigarro)
- sussiego (sosiego)
- taccagno (tacaño)
- telenovela (telenovela)
- tilde (tilde)

### Francés
Llamados hispanismes en francés.
- accréditer (acreditar)
- adobe (adobo)
- altesse (alteza)
- armada
- arrobe (arroba)
- avocat (aguacate)
- azulejo
- cacahuète (cacahuete)
- cacique
- caïman (caimán)
- calebasse (calabaza)
- canasta
- cannibale (caníbal)
- canyon (cañón)
- caoutchouc (caucho)
- caparaçon (caparazón)
- caramel (caramelo)
- chinchilla
- chocolat
- chorizo
- cigare
- cordillère
- coyote
- embarcadère
- fanfaron
- gabardine
- guitare
- hamac
- iguane
- intransigence
- machette
- macho
- maté
- merengue
- mesquin
- mezcal
- muleta
- nègre
- pagne
- papaye
- patate
- péon
- piment
- rumba
- sang bleu (sangre azul)
- sieste
- tomate
- tornade
- trampoline
- transhumer
- vanille

Véase: Castellanismos en francés.

### Portugués
- achiote (achiote)
- abanico (abanico)
- bandeira (bandera)
- burro (burro)
- camarada (camarada)
- cavalheiro (caballero)
- furacão (huracán)
- lagartixa (lagartija)
- lhama (llama)
- mulato (mulato)
- papaia (papaya)
- pantorrilha (pantorrilla)
- refrão (refrán)
- soçobrar (zozobrar)
- toureiro (torero)
- vicunha (vicuña)

### Árabe
Mucho se ha investigado y publicado acerca de la influencia del árabe en el español, lo que no es tan conocido es la influencia del español en el árabe, que se dio durante el mismo contexto, Al Ándalus (siglos VIII-XV). Posteriormente, el español americano haría sus aportaciones con ciertos productos típicos de América. Algunos castellanismos en el árabe son:
- ʾalmāniyā (أَلْمَانِيَا), Alemania
- ʿasqalān (عَسْقَلَان), escaloña
- ʾātšiyōt (آتْشِيُوت), achiote
- baṭāṭā (بَطَاطَا), patata
- baṭṭāriyya (بَطَّارِيَّة), batería
- birmīl (بِرْمِيل), barril
- ʾisbāniya (إِسْبَانِيَة), España
- kanār (كَنَار), canario
- rēmōntādā (رِيمُونْتَادَا), remontada deportiva
- riyāl (﷼), real (moneda), rial (moneda)
- sigāra (سِيجَارَة), cigarro
- ṭūbba (طوبة), topo

Los palos de la baraja de naipes, también provienen del español antiguo: 
- ♠ bastōni (بستوني), bastones
- ♥ kubba (كبا), copas
- ♣ sbāti (سباتي), espadas
- ♦ dīnāri (ديناري), oros (de 'dinero 'o lat. denarius)

### Tagalo
El tagalo es la lengua propia del pueblo tagalo, el más numeroso de Filipinas, y es la lengua que sirve como base para el recientemente creado idioma filipino. Las Filipinas fueron conquistadas a finales del siglo XVI, lo que se refleja en una pronunciación de los hispanismos propia del español medio. Además, el español hizo de intermediario para muchas palabras de origen árabe (arabismos del español), entraron al tagalo vía el español, como algwasil (alguacil), álhebrá (álgebra) o almuwása (almohaza).
Los castellanismos se han adaptado a la fonología del tagalo siguiendo ciertos patrones; por ejemplo la transformación de /t͡ʃ/ en /t͡s/ se da en palabras como kotse (coche), tsikiting (chiquitín), tsinelas (chinelas) o tsuper (chófer). El tagalo reconstituyó una /d/ cuando en el español de saba una /r/, como en dumero (romero), o una /ɾ/ no-intervocálica, como en alakgdan (alacrán). El fonema /f/ sólo se da en el tagalo a partir de palabras prestadas del español, y en muchos casos se sustituye por /p/: pilipino (filipino), pamilya (familia), kape (café), telepono (teléfono), etc. En Spanish Loan-words in the Tagalog Language (1961), José Villa Panganiban lista aproximadamente 5 mil términos tagalos de origen español, aunque después sugirió que podían ser 2 mil más. Llamzon y Thorpe (1972) estimaron que el 33% de los lexemas del tagalo se derivan del español. Otros hispanismos en el tagalo son:
- almondigas (albóndigas)
- algudon (algodón)
- alkálde (alcalde)
- arína (harina)
- aseyte ng oliba  (aceite de oliva)
- asukal (azúcar)
- asul (azul)[nota 6]
- baryo (barrio)[nota 7]
- dayalekto (dialecto)
- diban (diván)
- disgrasya (desgracia)
- guwapo (guapo)
- hamon (jamón)
- harábe (jarabe)
- huwes (juez)
- inosente (inocente)
- katorse (catorce)
- kinse (quince)
- lamesa (mesa)
- longganisa (longaniza)
- libro (libro)
- lingo (semana, de luminggo, es decir, domingo)
- luto (luto)
- misteryoso (misterioso)
- mundo (mundo)
- ninang (madrina)
- posible (posible)
- purgatoryo (purgatorio)
- puwerta (puerta)
- regalo (regalo)
- reló (reloj) u orasan (mismo significado, de hora)
- republika (república)
- selula (célula)
- silindro (cilindro)
- suwerte (suerte)
- tiyempo (tiempo)
- treynta y otso (treinta y ocho)
- ulandes (holandés)
- unibersidad (universidad)
- webera (huevera)
- yano (llano)

## Lecturas complementarias
- Gooch, Anthony (31 de enero de 1996). Spanish Loanwords in the English Language. De Gruyter. ISBN 978-3-11-089061-7. Consultado el 22 de julio de 2021.
- Massanell i Messalles, Mar (31 de diciembre de 2012). Historia del léxico. Iberoamericana Vervuert. pp. 219-240. ISBN 978-3-86527-878-4. Consultado el 22 de julio de 2021.
- Steel, Brian (1975-12). «Checklists of Basic "Americanismos" and "Castellanismos"». Hispania 58 (4): 910. ISSN 0018-2133. doi:10.2307/339895. Consultado el 22 de julio de 2021.
- Torreblanca, Máximo (1983). «Castellanismos en documentos árabes toledanos». Revista de filología hispánica VII: 169-177.

Para castellanismos en catalán, consúltese:
- Casanova, Emili (1980). Castellanismos y su cambio semántico al penetrar en el catalán. Asociación Europea de Profesores de Español.
- Colón, Germán (1973). Los castellanismos primerizos del catalán: acerca de nuptiae y vota en la Península Ibérica.
- Mariner Bigorra, Sebastián (1953). Castellanismos léxicos en un habla local del Campo de Tarragona. Reial Acadèmia de Bones Lletres de Barcelona.

Para castellanismos en italiano, consúltese:
- Fiorenzo., Toso, (1993). Gli ispanismi nei dialetti liguri. Dell'Orso. ISBN 88-7694-133-9. OCLC 848870889. Consultado el 22 de julio de 2021.
- Švara, Stina (2010). Los castellanismos en la lengua italiana: la aportación castellana a la lengua italiana en los siglos XVI y XVII: diplomsko delo.

Para castellanismos en portugués, consúltese:
- De Souza Silva Costa, Daniela; Negri Isquerdo, Aparecida (2013). «Espanholismos no léxico do Brasil Central: contribuições do projeto Alib». Working Papers em Linguística 13 (2). doi:10.5007/1984-8420.2013v14n2p133. Consultado el 22 de julio de 2021.

- Datos: Q1863547